# Хайнрих I (Лотарингия)
Вижте пояснителната страница за други личности с името Хайнрих I.
Хайнрих I (на немски: Heinrich I, Furiosus, † 29 юли 1060 г. в манастир Ехтернах) е пфалцграф на Лотарингия от 1045 до 1060 г.

## Биография
Той е син на Хецелин, граф в Цюлпихгау, и племенник на пфалцграф Ецо. От историците той получава името Furiosus (бързащия, но също и побъркания), понеже на 17 юли 1060 г. убива съпругата си в замъка Кохем, също и монаха (Monachus), понеже е изпратен в манастир, да лекуват душевното му състояние.
През 1048 г. той се жени за Матилда (* 1025, † 17 юли 1060), дъщеря на Готцело I, херцог на Долна Лотарингия от фамилията Вигерихиди, и сестра на папа Стефан IX. Той има само едно дете Херман II, който става през 1064 г. негов наследник като пфалцграф на Лотарингия.
Малко след 1058 г. се показват първите признаци на душевната му болест, след което той е накаран да се лекува в манастир Горце. Той бяга от Горце, когато чува, че неговата съпруга започнала афера с един негов роднина, идва в Кохем и я убива с брадва. Хайнрих е затворен след това в манастир Ехтернах, където умира. Неговата собственост и службата му са поети от Ано II, архиепископът на Кьолн като надзорник на синът му Херман до 1064 г.